# Di cư môi trường
Những người di cư môi trường là những người bị buộc phải rời khỏi vùng họ đang sinh sống do những thay đổi đột ngột hoặc lâu dài đối với môi trường tại địa phương của họ. Đây là những thay đổi gây hại đến hạnh phúc và sinh kế an toàn của họ, chúng bao gồm: hạn hán gia tăng, sa mạc hóa, nước biển dâng và phá vỡ các kiểu thời tiết theo mùa (như gió mùa). Những người tị nạn khí hậu có thể chọn để bỏ trốn hoặc di cư sang quốc gia khác, hoặc họ cũng có thể di cư ở trong chính quốc gia mà mình đang sinh sống.
Mặc dù có những vấn đề trong việc đưa ra một định nghĩa rõ ràng về di cư môi trường, một khái niệm như vậy đã trở thành vấn đề đáng được quan tâm trong những năm 2000 khi các nhà hoạch định chính sách, các nhà khoa học môi trường và xã hội cố gắng để khái niệm hóa những tác động xã hội tiềm tàng của biến đổi khí hậu và môi trường suy thoái nói chung.

## Định nghĩa và khái niệm
Thực sự thì người tị nạn khí hậu không phù hợp với bất kỳ định nghĩa pháp lý nào về người tị nạn. Không phải tất cả người tị nạn di cư từ đất nước của họ, đôi khi họ chỉ được di dời trong quốc gia mà họ được sinh ra. Hơn thế nữa, những người tị nạn sẽ không rời khỏi nhà của mình vì sợ sẽ bị hành hạ, hoặc vì "Bạo lực tổng quát hoặc các vụ gây rối trật tự công cộng nghiêm trọng". Mặc dù định nghĩa về người tị nạn đã được mở rộng kể từ định nghĩa ràng buộc quốc tế và pháp lý đầu tiên vào năm 1951, những người tị nạn do sự thay đổi của môi trường vẫn không có được sự bảo vệ pháp lý như những người tị nạn khác.
Thuật ngữ "Tị nạn môi trường" lần đầu được đề xuất bởi Lester Brown vào năm 1976. Các Tổ chức Di cư quốc tế (IOM) đề xuất định nghĩa sau đây về người di cư môi trường.
"Người di cư môi trường là những người hoặc một nhóm người, vì lý do cưỡng bách của những thay đổi đột ngột hoặc lâu dài của môi trường mà gây ra những ảnh hưởng bất lợi đến cuộc sống và điều kiện sinh sống của họ, bị ép buộc phải rời khỏi nơi ở của mình hoặc chọn làm như vậy tạm thời hoặc vĩnh viễn, và họ là những người di cư trong nước hoặc ở nước ngoài."
Người tị nạn khí hậu hoặc người di cư khí hậu là một tập hợp những người di cư môi trường, là những người bị buộc phải chạy trốn do sự thay đổi đột ngột hay dần dần trong môi trường tự nhiên liên quan đến ít nhất một trong ba tác động của biến đổi khí hậu: mực nước biển dâng, thời tiết khắc nghiệt, hạn hán.

## Phân loại
Các Tổ chức Di cư quốc tế đề xuất ba kiểu người di cư môi trường:
• Người di cư khẩn cấp: những người chạy trốn tạm thời do thảm họa môi trường hay sự kiện môi trường bất ngờ (Ví dụ: người bị buộc phải rời đi do bão, sóng thần, động đất,...)
• Người di cư bị bắt buộc: những người phải rời đi do điều kiện môi trường ngày càng tệ (Ví dụ: người bị buộc phải rời đi do môi trường bị hủy hoại dần dần như phá rừng, suy thoái ven biển,...)
• Người di cư có động cơ (Người di cư kinh tế): những người chọn rời đi để tránh những vấn đề có thể xảy ra trong tương lai (Ví dụ: người nào đó rời đi vì năng suất vụ mùa giảm do sa mạc hóa,...)
Những phân loại khác bao gồm:
Người di cư bị áp lực: kiểu người di cư bị di dời khỏi môi trường của họ khi một sự kiện được dự đoán trước khi người dân bị bắt buộc phải rời đi. Những sự kiện như vậy có thể là sa mạc hóa hoặc hạn hán kéo dài, nơi đó không duy trì được việc canh tác hoặc săn bắn để duy trì một môi trường sống ấm no, dễ chịu.
Người di cư bắt buộc: kiểu người di cư đã hoặc sẽ di dời vĩnh viễn khỏi ngôi nhà ban đầu của họ do những nhân tố môi trường vượt tầm kiểm soát.
Người di cư tạm thời: bao gồm những người di cư bất hạnh từ một sự kiện duy nhất (Ví dụ: bão Katrina,...). Điều này không có nghĩa là trạng thái của họ ít nghiêm trọng hơn các kiểu người di cư khác, nói đơn giản thì họ có thể trở về nơi học trốn khỏi(Mặc dù điều đó có thể không là điều họ mong muốn). Cứ cho là vậy, họ có thể xây dựng lại từ đầu, và rồi tiếp tục duy trì chất lượng cuộc sống như trước khi xảy ra thảm họa thiên nhiên. Kiểu người di cư bị di dời khỏi quốc gia của họ khi môi trường xung quanh bị thay đổi một cách nhanh chóng. Họ bị di dời khi những sự kiện thảm khốc xảy ra như sóng thần, bão, lốc xoáy và các thảm họa tự nhiên khác.

### Người tị nạn khí hậu
Kể từ năm 2017 thì không có định nghĩa chuẩn về người tị nạn khí hậu trong luật quốc tế. Tuy nhiên, một bài báo trên Công văn Liên Hợp Quốc đã chú thích rằng "Những người bị buộc phải rời khỏi nơi sinh sống vì biến đổi khí hậu tồn tại ở khắp nơi trên thế giới - ngay cả khi cộng đồng quốc tế đã rất chậm trong việc nhận ra họ".
Các chuyên gia cho rằng do những khó khăn trong việc viết lại công ước 1951 của Liên Hợp Quốc về người tị nạn, nên có thể coi những người tị nạn này là "người di cư môi trường."
Vào tháng 1 năm 2020, Ủy ban Nhân quyền Liên Hợp Quốc đã ra phán quyết cho rằng "Những người tị nạn chạy trốn khỏi ảnh hưởng của khủng hoảng khí hậu không thể bị buộc trở về nhà do các quốc gia mà họ di dân tới".

## Liệt kê

### Thống kê toàn cầu
Đã có có rất nhiều sự nỗ lực qua các thập kỷ để nói về những người di cư và người tị nạn môi trường. Jodi Jacobson (1988) được trích dẫn là nhà nghiên cứu đầu tiên làm sáng tỏ vấn đề, đã tuyên bố rằng đã có tới 10 triệu người tị nạn môi trường. Dựa trên "những tình huống tệ nhất" về mực nước biển dâng, Cô chỉ rõ rằng tất cả hình thức của "Người tị nạn môi trường" sẽ gấp 6 lần người tị nạn chính trị. Đến năm 1989, Mustafa Tolba, Giám đốc điều hành của UNEP, đã tuyên bố rằng " Có đến 50 triệu người có thể trở thành người tị nạn môi trường" nếu thế giới không hành động để hỗ trợ phát triển bền vững. Năm 1990, Hội đồng liên chính phủ về biến đổi khí hậu (IPCC 1990:20) tuyên bố rằng hậu quả lớn nhất của biến đổi khí hậu có thể là di cư, "Với hàng triệu người phải di dời do xói lở bờ biển, lũ lụt ven biển và hạn hán nghiêm trọng". Vào giữa những năm 1990, nhà môi trường người Anh, Norman Myers, đã trở thành người đề xướng nổi bật nhất của trường phái những người theo chủ nghĩa tối đa hóa này (Suhrke 1993) đã lưu ý rằng "Những người tị nạn môi trường sẽ sớm trở thành nhóm người tị nạn không cố tình lớn nhất". Ngoài ra, ông còn tuyên bố rằng có 25 triệu người tị nạn môi trường vào giữa những năm 1990, khẳng định con số này có thể tăng gấp đôi vào năm 2010, và có thể đạt tới 200 triệu vào năm 2050. Myers lập luận rằng các nguyên nhân của dịch chuyển môi trường bao gồm sa mạc hóa, thiếu nước,nhiễm mặn vùng đất canh tác và suy giảm của đa dạng sinh học. Ông cũng đưa ra giảt thuyết rằng sự dịch chuyển sẽ lên tới 30m ở Trung Quốc, 30m ở Ấn Độ, 15m ở Bangladesh, 14m ở Ai Cập, 10m ở các vùng đồng bằng và ven biển khác, 1m ở các quốc đảo và 50m đối với những người di cư nông nghiệp khác vào năm 2050. Mới đây, Myers đã đưa ra giả thuyết rằng con số có thể lên tới 250 triệu vào năm 2050.
Những tuyên bố trên đã thu được số tiền đáng kể, với dự đoán là thế giới sẽ có 150-200 triệu người tị nạn do biến đổi khí hậu vào năm 2050. Biến thể của tuyên bố này được đưa ra trong các báo cáo có tầm ảnh hưởng về biến đổi khí hậu của IPCC  và kinh tế học của biến đổi khí hậu (Stern et al. 2006: 3) của The Stern Review cũng như các tổ chức phi chính phủ như Friends of the Earth, Greenpeace Germany và viện trợ Ki-tô giáo, và các tổ chức lên chính phủ như Hội đồng Châu Âu. UNESCO, IOM và UNHCR.
Norman Myers là nhà nghiên cứu được trích dẫn nhiều nhất trong lĩnh vực này, là người đã phát hiện ra rằng có 25 triệu người di cư môi trường vào năm 1995 trong công trình của mình (Myers & Kent 1995)  đã thu hút hơn 1000 nguồn. Tuy nhiên, Vikram Kolmannskog đã tuyên bố rằng công trình của Myers có thể "bị chỉ trích do không nhất quán và khó có thể kiểm tra". Hơn nữa, chính Myers đã thừa nhận rằng các con số của mình được dựa trên phép "ngoại suy anh hùng". Nói chung, Black đã lập luận rằng có những dấu hiệu khoa học nhỏ vô cùng" chỉ ra rằng thế giới đang "chứa đầy những người tị nạn môi trường". Thật vậy, Francois Gemenne đã khẳng định rằng:"Khi nói về những dự đoán, những con số thường được dựa trên số người đang sống trong các khu vực nguy hiểm chứ không dựa trên số người dự kiến sẽ di cư"
Trong nửa đầu năm 2019, 7 triệu người đã di dời trong chính đất nước của họ bởi các sự kiện thời tiết khắc nghiệt,theo Trung tâm giám sát di dời nội bộ. Đây là con số lớn gấp 2 lần số người di dời do bạo lực và xung đột. Phần lớn người dân phải di tản đã được sơ tản trước khi cơn bão đến, điều đó đã cứu sống rất nhiều mạng người, nhưng nền kinh tế phải trả một cái giá rất lớn.

### Châu Á và Thái Bình Dương
Theo Trung tâm giám sát di dời nội bộ, hơn 42 triệu người đã phải di dời ở Châu Á và Thái Bình Dương trong năm 2010 và 2011, nhiều hơn hơn 2 lần so với dân số ở Sri Lanka. Con số này bao gồm những người bị di dời do bão, lũ lụt, thời tiết nóng bức,sóng lạnh. Cũng có những người bị di dời do mực nước biển dâng lên hoặc hạn hán. Hầu hết những người bị buộc phải rời đi cuối cùng đã quay trở lại khi điều kiện được cải thiện, nhưng một số khác thì trở thành người di cư, thường là ở trong đất nước họ, nhưng cũng có người qua biên giới quốc gia.
Di cư do khí hậu là một vấn đề rất phức tạp cần được hiểu là một phần của động lực di cư toàn cầu. Di cư thường có nhiều nguyên nhân và các yếu tố môi trường đan xen với các yếu tố kinh tế, xã hội khác bới những thay đổi của môi trường. Di cư môi trường không nên chỉ được coi là một phạm trù riêng biệt, tách biệt với các luồng di cư khác. Một nghiên cứu của Ngân hàng phát triển Châu Á năm 2012 chỉ rõ rằng di cư do khí hậu nên được giải quyết như là một phần trong chương trình nghị sự phát triển của một quốc gia, với những tác động chính của di cư đối với sự phát triển kinh tế và xã hội. Báo cáo khuyến nghị các biện pháp can thiệp cả hai để giải quyết tình trạng của những người di cư cũng như những người người ở lại trong các khu vực có rủi ro về môi trường. Người ta nói rằng:"Để giảm thiểu những người di cư bị buộc phải rời đi do điều kiện môi trường tệ, và để củng cố khả năng phục hồi của những cộng đồng có tính rủi ro cao, chính phủ nên thông qua cảnh sát và cam kết tài chính cho bảo trợ xã hội, phát triển sinh kế, phát triển hạ tầng đô thị cơ bản và quản lý rủi ro thiên tai".
Ngoài ra, các khu vực dân cư nghèo có nguy cơ bị hủy hoại môi trường và biến đổi khí hậu, bao gồm cả bờ biển, đường lũ và sườn dốc. Do đó, biến đổi khí hậu đe dọa các khu vực đang phải chịu cảnh nghèo đói cùng cực. "Vấn đề công bằng là rất quan trọng. Khí hậu ảnh hưởng đến tất cả chúng ta, nhưng không ảnh hưởng đến tất cả chúng ta", Tổng thư ký Liên Hợp Quốc Ban Ki-moon nói với các đại biểu tại một hội nghị khí hậu ở Indonesia.Châu Phi cũng là một trong những khu vực trên thế giới, nơi sự di cư môi trường rất nhiều do hạn hán và các sự kiện liên quan đến khí hậu khác.
Do mực nước biển dâng cao, có tới 70.000 người sẽ phải di dời ở Sundarbans vào đầu năm 2020 theo ước tính của Trung tâm Nghiên cứu Hải dương học tại Đại học Jadavpur Inside Sundarbans .Một chuyên gia đã kêu gọi khôi phục lại môi trường rừng ngập mặn nguyên thủy của Sundarbans để vừa giảm thiểu tác động của nước biển dâng và nước dâng do bão, vừa đóng vai trò là bể chứa carbon cho khí thải nhà kính.
Ở quận Minqin, tỉnh Cam Túc, "10.000 người đã rời khỏi khu vực và trở thành " người di cư sinh thái ".
Vào năm 2013, một tuyên bố của một người đàn ông người Kiribati, là "người tị nạn biến đổi khí hậu" theo Công ước liên quan đến tư cách pháp lý của người tị nạn (1951) đã được Tòa án tối cao New Zealand  xác định là không thể giải quyết được. Công ước về người tị nạn đã không được áp dụng vì không có sự áp bức hay tổn hại nghiêm trọng nào liên quan đến bất kỳ cơ sở nào trong 5 hiệp ước. Tòa đã bác bỏ lập luận rằng chính cộng đồng quốc tế (hoặc các quốc gia có thể được cho là có nguồn phát thải carbon dioxide cao hoặc các loại khí thải nhà kính khác trong lịch sử) là "kẻ phá hoại" các mục đích của Công ước tị nạn. Phân tích này cần thiết cho con người để xác định sự áp bức của loại được mô tả trong Công ước về người tị nạn không loại trừ khả năng người dân đối với các quốc gia chịu tác động nghiêm trọng của biến đổi khí hậu có thể đi kèm với Công ước về người tị nạn. Tuy nhiên, bản thân nó không phải là sự kiện biến đổi khí hậu, mà là phản ứng chính trị và xã hội đối với biến đổi khí hậu, có khả năng tạo ra lối đi cho một yêu sách thành công. Tòa án Di trú và Bảo vệ New Zealand và Tòa án Tối cao, "có mối liên hệ phức tạp giữa thiên tai, suy thoái môi trường và tính dễ bị tổn thương của con người. Có thể có bạo lực hoặc đàn áp trực tiếp toàn bộ một bộ phận dân chúng. Cứu trợ nhân đạo có thể bị chính trị hóa, đặc biệt là trong tình huống một số nhóm trong một quốc gia có hoàn cảnh khó khăn là mục tiêu của sự phân biệt đối xử trực tiếp ". Tòa phúc thẩm New Zealand cũng bác bỏ yêu cầu này trong một quyết định năm 2014. Khi kháng cáo thêm, Tòa án Tối cao New Zealand đã xác nhận các phán quyết bất lợi trước đó đối với đơn xin tị nạn, Tòa án Tối cao cũng bác bỏ đề xuất rằng "suy thoái môi trường do biến đổi khí hậu hoặc các thảm họa tự nhiên khác không bao giờ có thể tạo ra lối đi vào Công ước tị nạn hoặc quyền tài phán của người được bảo vệ ". Teitiota đã kháng cáo lên Liên Hợp Quốc. Vào tháng 1 năm 2020, Ủy ban Nhân quyền Liên Hợp Quốc "phán quyết chống lại Teitiota trên cơ sở rằng cuộc sống của anh ta không có nguy cơ sắp xảy ra những rủi ro", nhưng cũng nói rằng đó là một sự vi phạm nhân quyền để buộc người tị nạn quay trở lại "với quốc gia có biến đổi khí hậu đe dọa nguy hiểm bất cứ lúc nào".
Vào năm 2014, người ta đã chú ý đến một kháng cáo lên Tòa án Di trú và Bảo vệ New Zealand phản đối việc trục xuất một gia đình người Tuvalu trên cơ sở họ là "những người tị nạn biến đổi khí hậu", người phải chịu đựng khó khăn do suy thoái môi trường của Tuvalu. Tuy nhiên, việc cấp giấy phép cư trú sau đó cho gia đình đã được thực hiện với lý do không liên quan đến yêu cầu tị nạn . Gia đình đã thành công trong việc kháng cáo bởi vì, theo luật nhập cư liên quan, có "những trường hợp đặc biệt có tính chất nhân đạo" biện minh cho việc cấp giấy phép cư trú khi gia đình hòa nhập vào xã hội New Zealand với một đại gia đình lớn đã di dời đến New Zealand.

### Bắc Mĩ

#### Alaska
Đã có 178 cộng đồng người Alaska bị đe dọa do sự xói mòn đất đai. Nhiệt độ hàng năm đã tăng đều đặn trong 50 năm qua, riêng đối với Alaska thì tăng gấp 2 lần (so với tỉ lệ được nhìn thấy của Hoa Kì) với tốc độ 3.4 độ và mức tăng 6.3 độ đáng báo động trong mùa đông trong 50 năm qua.Nhiều cộng đồng cư trú ở những khu vực này đã sống xa đất ở ban đầu qua nhiều thế hệ.Có một mối đe dọa lớn về mất văn hóa và mất bản sắc bộ lạc với các cộng đồng này.
Từ năm 2003 đến năm 2009, một cuộc khảo sát cục bộ của Công binh Lục quân đã xác định được 31 ngôi làng ở Alaska đang bị đe dọa bởi lũ lụt và xói mòn.Đến năm 2009, 12 trong số 31 ngôi làng đã quyết định di dời, với bốn ngôi làng (Kivalina, Newtok, Shaktoolik và Shishmaref)được yêu cầu sơ tán ngay lập tức do nguy cơ lũ lụt ngay lập tức cùng với các lựa chọn sơ tán hạn chế.
Tuy nhiên, việc tái định cư đang tỏ ra khó khăn vì không có khổ thể chế chính phủ nào tồn tại để hỗ trợ những người tị nạn khí hậu ở Hoa Kỳ. Chính quyền Obama hứa sẽ tài trợ 50,4 tỷ USD để hỗ trợ các nỗ lực tái định cư vào năm 2016.

### Châu Âu
Do trận lụt Balkan vào năm 2014 (được coi là có liên quan đến biến đổi khí hậu), một số người ở Bosnia và Herzegovina đã di cư sang các nước châu Âu khác (Đức,...)

## Góc nhìn chính trị và luật pháp
Tổ chức Di trú Quốc tế (IOM) kỳ vọng quy mô di cư toàn cầu sẽ tăng lên do biến đổi khí hậu gia tăng. Do đó, nó khuyến nghị các nhà hoạch định chính sách trên toàn thế giới nên có lập trường chủ động về vấn đề này. IOM bao gồm 146 quốc gia thành viên và 13 quốc gia quan sát và "hợp tác chặt chẽ với các chính phủ trong việc thúc đẩy quản lý di cư nhằm đảm bảo di cư có trật tự và nhân đạo, có lợi cho người di cư và đoàn thể". Ngoài ra, khi phỏng vấn Oliver-Smith, một nhà nhân loại học và là thành viên của nhóm Liên Hợp quốc, tạp chí National Geographic đã chú thích rằng "có ít nhất 20 triệu người tị nạn vì môi trường trên toàn thế giới, Liên Hợp quốc nói - nhiều hơn những người phải di dời do chiến tranh và đàn áp chính trị cộng lại." Do đó, chúng ta bắt buộc phải bắt đầu công nhận sự phân chia người tị nạn gần đây.
Quỹ Công lý Môi trường (EJF) đã lập luận rằng những người buộc phải di chuyển do biến đổi khí hậu hiện không được công nhận đầy đủ trong luật pháp quốc tế. EJF cho rằng cần phải có một công cụ pháp lý đa phương mới để giải quyết cụ thể nhu cầu của "những người tị nạn khí hậu" nhằm mang lại sự bảo vệ cho những người đang chạy trốn khỏi suy thoái môi trường và biến đổi khí hậu. Họ cũng khẳng định rằng cần phải có thêm kinh phí để cho phép các nước đang phát triển thích ứng với biến đổi khí hậu. Sujatha Byravan và Sudhir Chella Rajan đã tranh luận về việc sử dụng thuật ngữ 'lưu vong khí hậu' và cho các thỏa thuận quốc tế để cung cấp cho họ các quyền chính trị và pháp lý, bao gồm quyền công dân ở các quốc gia khác, mang trách nhiệm của các quốc gia đó.
Trong một số trường hợp, biến đổi khí hậu có thể dẫn đến xung đột phát sinh giữa các quốc gia do hậu quả của lũ lụt hoặc các tình trạng khác tạo ra một số lượng lớn người tị nạn, các quốc gia có biên giới xây dựng hàng rào để ngăn chặn những người tị nạn này. Biên giới Bangladesh-Ấn Độ phần lớn được ngăn cách qua hàng rào, và các nghiên cứu điển hình cho thấy khả năng xảy ra xung đột bạo lực do người dân chạy trốn khỏi các khu vực bị tàn phá đất canh tác. Di cư hiện tại đã dẫn đến xung đột quy mô thấp.
Ủy ban Liên chính phủ về Biến đổi Khí hậu (IPCC) dự đoán rằng mực nước biển sẽ tăng lên đến 0,6 mét vào năm 2100. Điều này sẽ khiến các quần thể bị xóa sổ hoàn toàn. Các khu vực nhỏ có thể không còn gì cả. Điều này có thể dẫn đến mất hàng triệu người tị nạn. Các tổ chức tị nạn đã tiếp nhận các trường hợp của nhiều người tị nạn khác nhau. Tổ chức Tị nạn và Di cư cho Người tị nạn (ORAM) được thiết kế để giúp những người tị nạn tìm kiếm tình trạng và tái định cư. Chúng được thiết kế để giúp người tị nạn vượt qua quá trình. Mục tiêu chính của ORAM là bảo vệ những người tị nạn dễ bị tổn thương đối với các luật về người tị nạn và giúp chấm dứt quá trình xin tị nạn của người tị nạn do có rất nhiều hành động pháp lý được thực hiện chống lại những người tị nạn. Các luật chính trị được đưa ra đối với người tị nạn để gây tổn hại hoặc làm tổn thương những người tị nạn.

## Nhận thức toàn cầu của các quốc gia xin tị nạn
Phản ứng về việc chấp nhận những người di cư vì môi trường là trái chiều, lý do là do các quốc gia đang giải quyết các vấn đề khác trong nước. Ví dụ, Ấn Độ, nơi có dân số hơn 1 tỷ người, đang xây dựng một hàng rào Ấn Độ-Bangladesh. Mặc dù mục đích của hàng rào là ngăn chặn buôn bán ma túy, hàng rào cũng có thể giúp ngăn chặn khả năng trú ẩn của 20 triệu người Bangladesh, những người có thể phải di dời do biến đổi khí hậu trong tương lai. Điều này trái ngược với Canada, nơi áp lực đại chúng đang dần tạo ra các chính sách cho phép chỗ ở và kế hoạch tốt hơn. Vào ngày 20 tháng 9 năm 2016, Thủ tướng Trudeau của Canada nói với Hội nghị thượng đỉnh Liên hợp quốc về người tị nạn và di cư rằng các kế hoạch chỉ dành cho tái định cư là không đủ. Thụy Điển đã cho phép người tị nạn xin tị nạn từ các khu vực chiến tranh trong chính sách mở cửa đã thay đổi thành một chính sách mang tính răn đe hơn đối với những người xin tị nạn và thậm chí còn cung cấp tiền để những người xin tị nạn rút lại yêu cầu của họ. Hoa Kỳ, dưới thời chính quyền Obama chuẩn đã chuẩn bị cho biến đổi khí hậu và người tị nạn, có thể gặp nhiều khó khăn hơn trong tương lai khi chuẩn bị làm như vậy dưới thời Tổng thống đương nhiệm Donald Trump vì ông ấy phủ nhận rõ ràng biến đổi khí hậu. Điều này có thể được coi là khi Trump phủ nhận khả năng xảy ra biến đổi khí hậu, đã ký lệnh hành pháp dỡ bỏ các biện pháp bảo vệ môi trường và ra lệnh cho EPA xóa thông tin biến đổi khí hậu khỏi trang web công khai của họ, có khả năng báo hiệu Mỹ không sẵn sàng thừa nhận khả năng gia tăng người tị nạn môi trường trong tương lai do biến đổi khí hậu.

## Quan điểm của các nước lấy người nhập cư
Tại Vương quốc Anh, nghiên cứu đang được thực hiện về tác động của biến đổi khí hậu đối với các quốc gia di cư sẽ thay đổi như thế nào do cơ sở hạ tầng của các quốc gia đó. Họ muốn đưa ra các chính sách để những người phải di cư có thể đi khắp châu Âu, đồng thời có kế hoạch khẩn cấp vững chắc để những người bị di dời sẽ có kế hoạch trốn thoát nhanh chóng một khi môi trường của họ không thể xử lý được nữa một cách chậm hoặc đột ngột. Mục tiêu cuối cùng của công việc này là xác định hướng hành động tốt nhất trong trường hợp có nhiều thảm họa môi trường khác nhau.

## Liên kết ngoại
• Climate Change, Environment, and Migration Alliance.
• Website of the Environmental Change and Forced Migration Scenarios Project, funded by the European Commission, first time global survey of environmental change and migration (2007–2009).
• Addressing Climate Change and Migration in Asia & the Pacific 2012.
• Displacement due to natural hazard-induced disasters: Global estimates for 2009 and 2010.
• Summary of the German Marshall Fund Study Team on Climate Change and Migration.
• A new initiative (2011–2014) to investigate agro-climatic risks, hunger and human mobility.Environmental Justice Foundation Securing international protection for climate change refugees
• Environmental Justice Foundation Securing international protection for climate change refugees.
• Towards Recognition Lưu trữ ngày 19 tháng 4 năm 2021 tại Wayback Machine Awareness and resource blog regarding environmental migrants.
• Summary of resources. Summary page providing links to many key resources, websites and documents related to climate change, environmental change, disasters and forced migration. Forced Migration Online, 2008.
• When home gets too hot: Human Displacement and Climate Change in International Law. Podcast recorded by Radio Netherlands Worldwide at the first of The Hague Debates on Thursday, 22/05/ 2008.
• Future floods of refugees. Report published by the Norwegian Refugee Council, 2008.
• A Citizens Guide to Climate Refugees. Published by Friends of the Earth Australia, 2005.
• each-for.eu, regularly updated information about fieldwork on environmental change and forced migration scenarios.
• Gifford Center for Population Studies, a research center dedicated to the topic
• Fortress India: Why is Delhi building a new Berlin Wall to keep out its Bangladeshi neighbors? by Scott Carney, Jason Miklian, Kristian Hoelscher in July/August 2011 Foreign Policy.
• UNESCO (2011) 'Migration and Climate Change'